# Paruline ceinturée
Myioborus torquatus
Espèce
Répartition géographique
Statut de conservation UICN

 LC  : Préoccupation mineure
La Paruline ceinturée (Myioborus torquatus) est une espèce de passereaux appartenant à la famille des Parulidae.

## Description
Cet oiseau mesure environ 12,5 cm de longueur. La face, la poitrine (traversée par une fine bande grise) et le ventre sont jaunes. Le dos, les ailes et la queue (à l'exception des rectrices externes blanches), le bec et les pattes sont gris noirâtre. Une couronne rousse marque la calotte noirâtre.

## Distribution et habitat
Cet oiseau habite les forêts néphélophiles et les prés voisins du Costa Rica et du Panama au-delà de 1 500 m d'altitude : cordillère de Tilarán, cordillère Centrale et cordillère de Talamanca.

## Alimentation
Cet oiseau est insectivore.

## Comportement
Cette espèce se déplace fréquemment en groupes plurispécifiques.